# Кованько, Пётр Алексеевич
Пётр Алексеевич Кованько́ — сотник полтавского полка, сын Алексея (Олешки) Кованько, участник доноса на Мазепу Кочубея и Искры в 1708.
Наказанный кнутом, был вынужден сказать, что «не знает никакой неверности за гетманом», тем не менее в конце года был сослан в Архангельск, записан в солдаты и возвращён только после обнаружения измены Мазепы. Умер во время посещения Палестины.